# Beibut Shumenov
Beibut Amirhanoviç Shumenov (født 19. august 1983) er en kasakhstansk tidligere professionel bokser, der konkurrerede fra 2007 til 2016. Han er 2 gange verdensmester med i 2 vægtklasser, hvor han var WBA letsværvægtsmester fra 2010 til 2014 og WBA cruiservægtsmester fra 2016 til 2017.
Han repræsenterede Kasakhstan under Sommer-OL 2004 i Athen, hvor han blev slået ud i 2. runde.
Han har bemærkelsesværdige sejre over Montell Griffin, Byron Mitchell, Gabriel Campillo (som han også har tabt til), William Joppy, Enrique Ornelas og BJ Flores.
Han mistede sin WBA-verdensmesterskabstitel til Bernard Hopkins som han tabte til på en splid decision den 19. april 2014 i USA.